# Ak-Metchet
Ak Metchet war eine mennonitische Ansiedlung, die 1884 von 156 Familien deutscher Herkunft in Xiva gegründet wurde.

## Geschichte
Die späteren Bewohner kamen 1880/81 in kleineren Gruppen mit der Bahn, um dem von der russischen Regierung angeordneten Ersatzdienst zu entgehen. Angeführt wurden die Siedler von Klaas Epp, der die Vision des Weltendes in Zentralasien hatte. Nach seiner Auslegung des Buches Daniel von 1877 sollte die Wiederkunft Christi 1889 in Zentralasien stattfinden.
Anfangs gründeten sie nahe Buchara das Dorf Ebenezer, das jedoch wegen unklarer Besitzverhältnisse zerstört wurde. Später gründeten die Auswanderer das Lausan, jedoch kam es zu Streit und zu Übergriffen der Turkmenen. Viele wanderten nach Amerika aus, aber einige Familien siedelten 1864 mit Unterstützung des Khans von Xiva in einem von einer Mauer umgebenen Park in Xiva. Der Name Ak Metchet bedeutet Weiße Moschee. Die Häuser wurden in einem Quadrat um eine Kirche erbaut. Die beeindruckenden handwerklichen Fähigkeiten führten dazu, dass diese für den Khan und reiche Einwohner Häuser in europäischem Stil errichteten, so 1910 eine Post und 1911–13 ein Krankenhaus.
Nach Machtübernahme der Sowjets schickte die Ak-Mechet-Gruppe eine Delegation nach Moskau und erhielt von Kalinin, dem damaligen Präsidenten der Sowjetunion, eine Garantie, dass sie ihre Lebensweise unbehelligt fortsetzen konnten. Ihre asiatischen Nachbarn wurden jedoch gezwungen, sich den Kollektiven anzuschließen. Zehn Jahre später, 1935, wurde der mennonitische Bürgermeister von Ak-Metchet erneut von den sowjetischen Behörden in Xiva aufgefordert, ein Kollektiv zu organisieren. Als sie sich weigerten, wurden zehn Personen, darunter der Bürgermeister und der Pfarrer, verhaftet und öffentlich als Konterrevolutionäre verurteilt. Das Urteil lautete auf Tod durch Erschießen. Die Familien wurden vertrieben.

## Museum
Die Idee für ein Museum kam 2008 auf, als Nachfahren jener Mennoniten, die von 1883 bis 1937 in Ak-Metchet lebten, Xiva besuchten. Das Museum wurde 2019 als Unterabteilung des Ichan-Qalʼа-Museums eröffnet und ist in einem erhaltenen mennonitischen Ladenlokal eingerichtet. Dort sind Archivfotos und Alltagsgegenstände der Deutschen ausgestellt. Музей немцев-меннонитов. In: rusdeutsch.ru. Abgerufen am 3. November 2024.